# Sans
Sans är ett populärvetenskapligt kvartalsmagasin som ges ut av förlaget Fri Tanke. Sans första nummer gavs ut i januari 2011.
Ansvarig utgivare och chefredaktör är Christer Sturmark och verkställande redaktör är Björn Fjaestad.
Formatet bygger på artiklar, intervjuer, essäer och recensioner där nationella och internationella forskare, skribenter och andra ämneskunniga reflekterar och diskuterar vetenskap, filosofi, kultur och idédebatt. Sedan 2011 har bland annat personer som Åsa Wikforss, Nick Bostrom, Lena Andersson, Torbjörn Tännsjö, Steven Pinker, Bo Rothstein, Elisabeth Åsbrink, Kajsa Ekis Ekman, Ulf Danielsson, Åsa Nilsonne, Ulf Ellervik, Loretta Napoleoni och Rebecca Goldstein publicerat texter i magasinet.
Sans nominerades till Svenska Design-priset och Svenska Publishing-priset 2011.